# Шелест Софія Андріївна
Софія Андріївна Шелест (нар. 13 березня 1955, село Висоцько, тепер Бродівського району Львівської області) — українська радянська діячка, трактористка колгоспу. Депутат Верховної Ради УРСР 10—11-го скликань.

## Біографія
Освіта середня.
У 1972—1977 роках — член ланки по вирощуванню цукрових буряків колгоспу імені Чапаєва Бродівського району Львівської області.
З 1977 року — трактористка колгоспу імені Чапаєва село Заболотці Бродівського району Львівської області.
Потім — на пенсії в селі Висоцько Бродівського району.

## Нагороди
- ордени
- медалі